# Psiloscelis abnormalis
Psiloscelis abnormalis är en skalbaggsart som beskrevs av Mann 1924. Psiloscelis abnormalis ingår i släktet Psiloscelis och familjen stumpbaggar. Inga underarter finns listade i Catalogue of Life.